# Milionia ochracea
Milionia ochracea là một loài bướm đêm trong họ Geometridae.